# Дом Циммерманов
«Дом Ци́ммерманов» (англ. Zimmerman House) — дом-музей, построенный в 1951 году по проекту американского архитектора Фрэнка Ллойда Райта в соседстве Норт-Энд города Манчестер. Один из редких примеров работ Райта на северо-востоке США.
Дом был построен по заказу доктора Изадора Циммермана и его жены Люсиль, пожелавших после своей смерти передать его в дар гражданскому обществу. В настоящее время зданием владеет Художественный музей Карриера.
В 1979 году зданию присвоен статус Национального исторического памятника США.

## История
Дом Циммерманов расположен в жилом районе на севере Манчестера, штат Нью-Гэмпшир. Одноэтажное сооружение покоится на свободно лежащей бетонной плите. Композиционно дом выстроен вокруг большого L-образного в плане центрального дымохода и перекрыт крышей сильного выноса. Комнаты располагаются в одну линию, за исключением навеса в торце. Интерьеры в основном выполнены из кипарисового дерева.
Фрэнк Ллойд Райт спроектировал здание в 1950 году в придуманном им усонианском стиле для доктора Исадора и Люсиль Циммерманов. В здании имеется две спальни. В качестве основных материалов при строительстве использовался красный глазурованный кирпич и отделка из кипариса. Джону Гейгеру, на тот момент ученику Райта и члену Талиесинского товарищества, было поручено вести надзор за строительством в Нью-Гэмпшире. Он отвечал за проведение строительных работ и работал с клиентами.
В ходе строительства проект был переработан. Райт дополнительно разработал дизайн мебели и интерьера, включая пюпитр для квартета и почтовый ящик, а также разработал проект зелёных насаждений для сада.
Циммерманы поддерживали внешний вид и интерьеры здания в таком виде, в каком их задумал Райт. В 1988 году здание было передано Художественному музею Карриера.

## Галерея

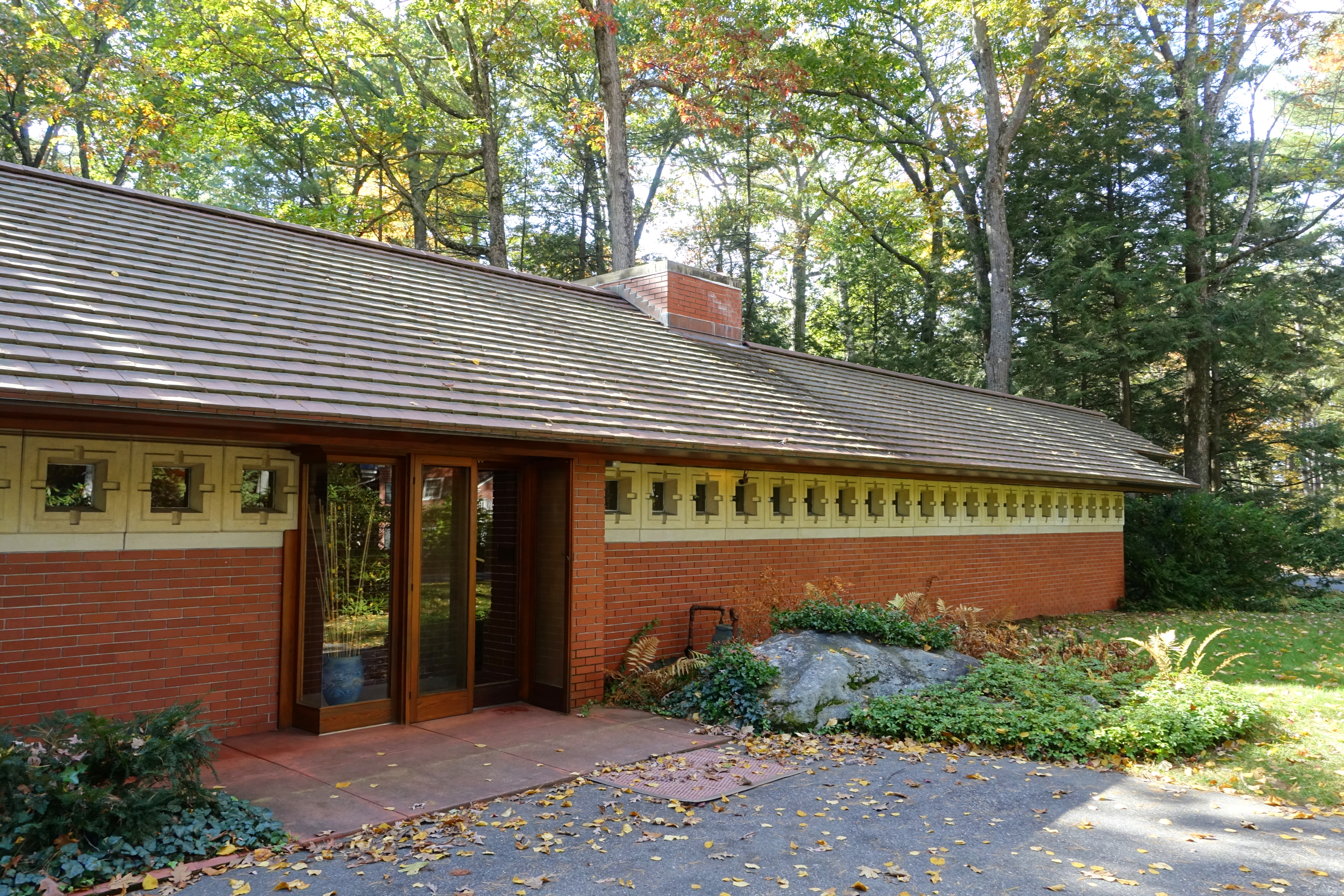
Вход
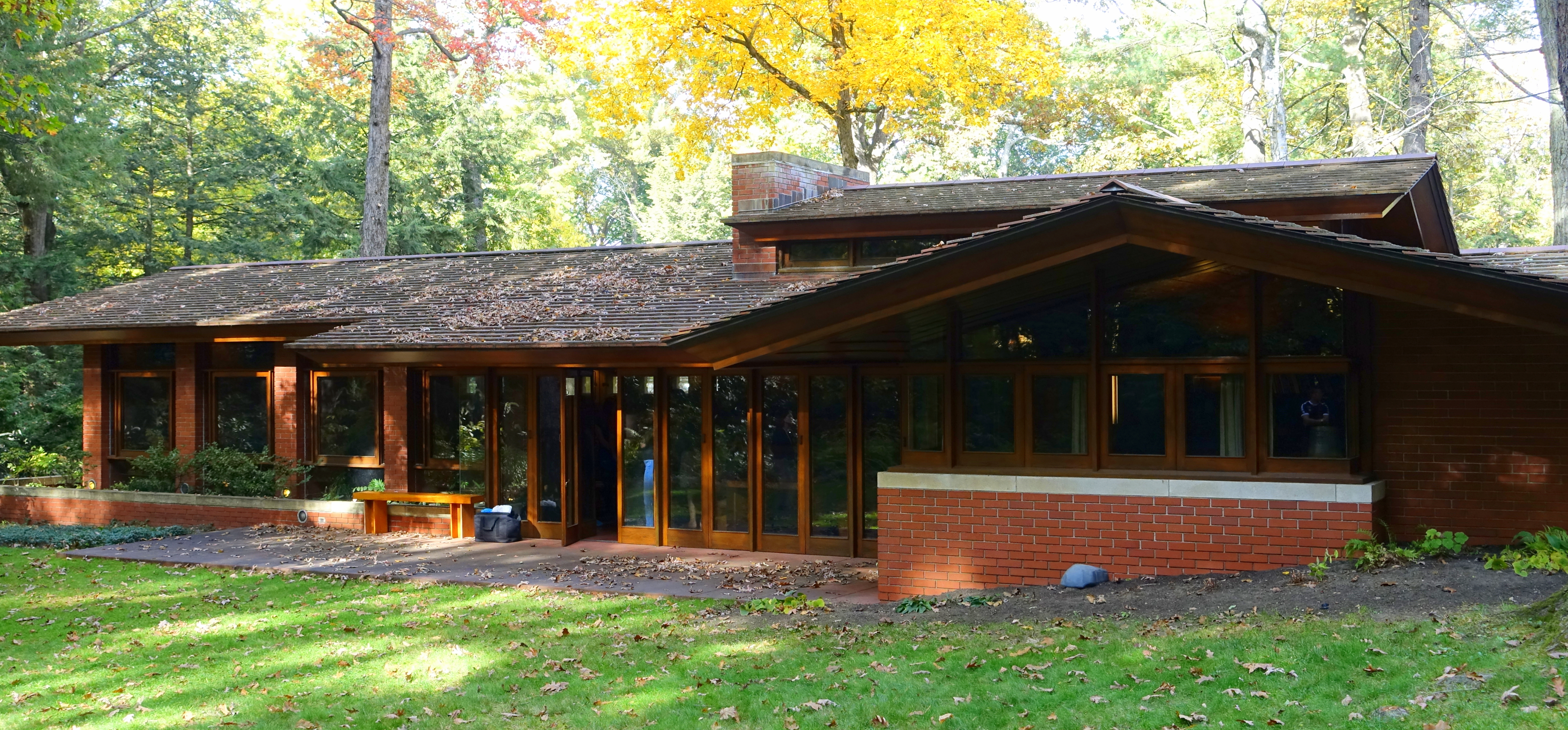
Со стороны сада
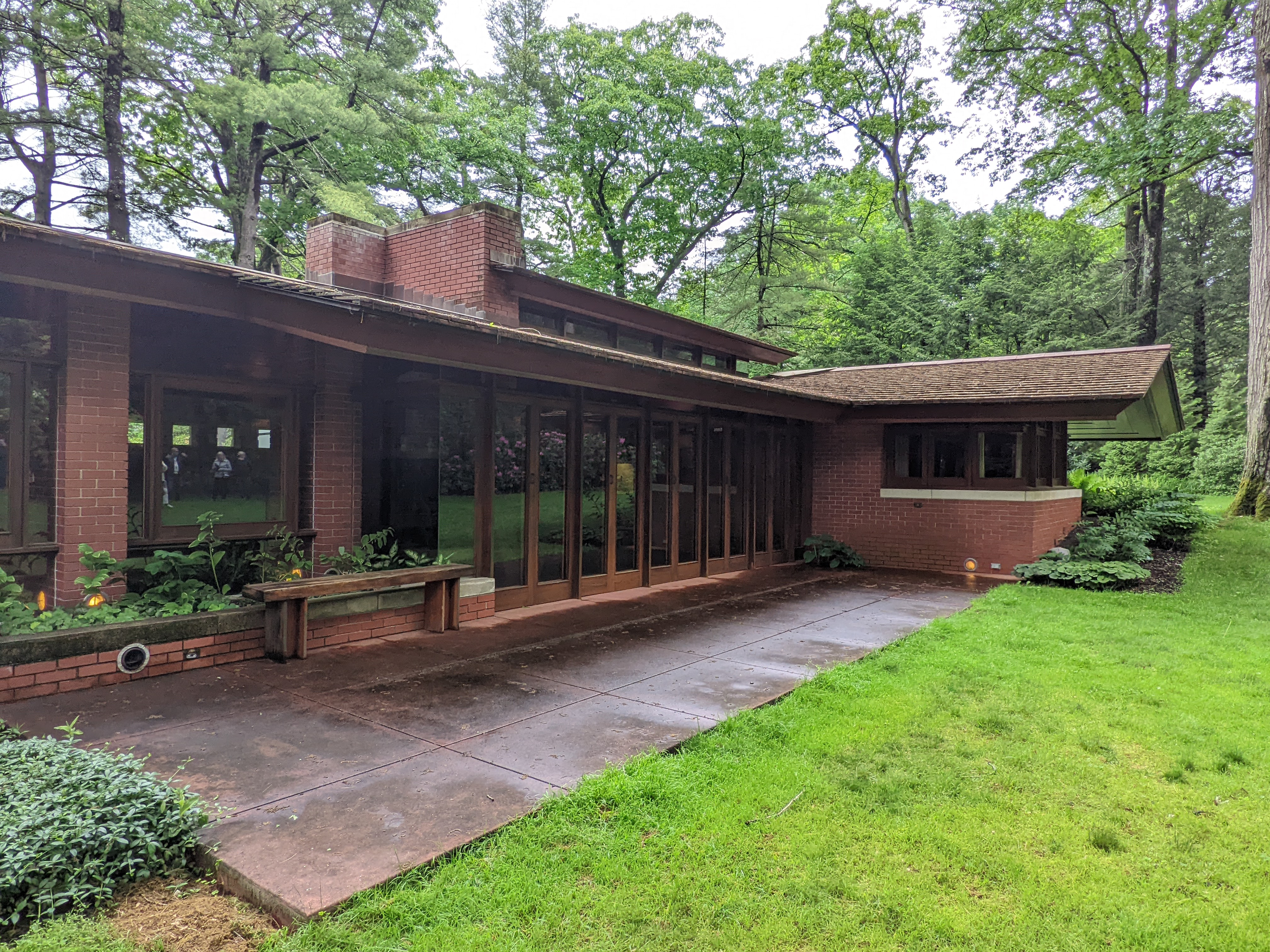
Площадка
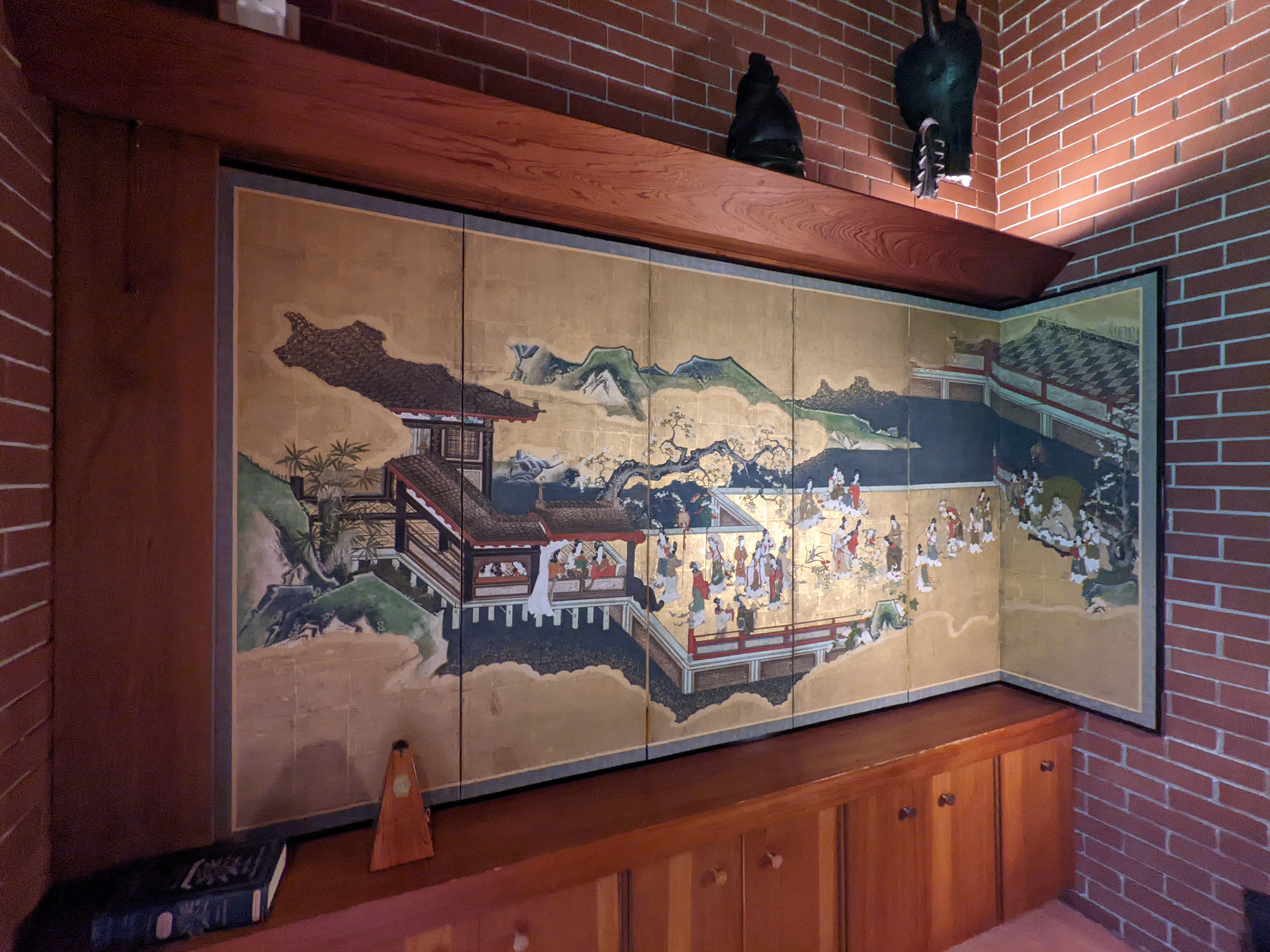
Интерьер
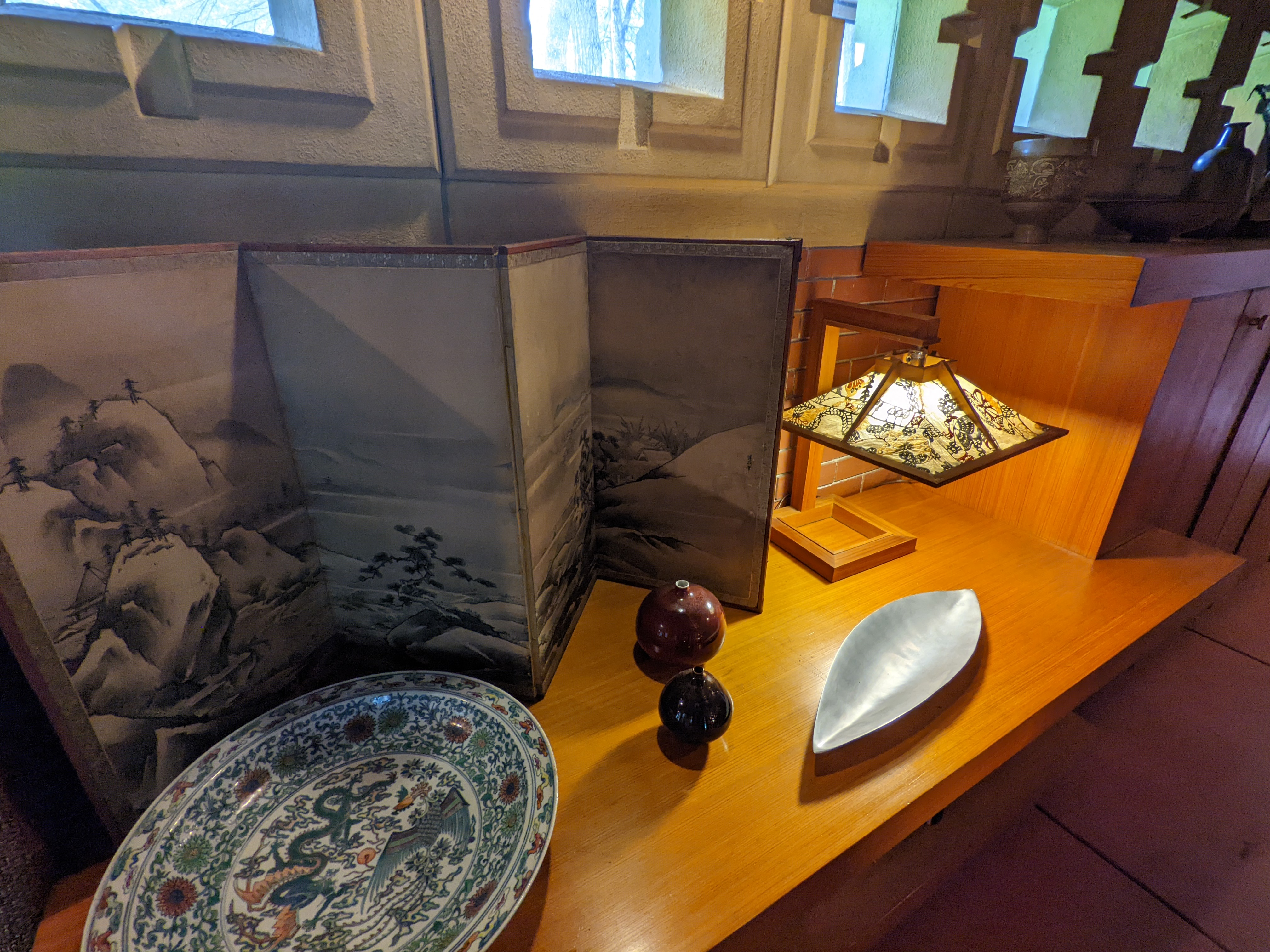
Интерьер
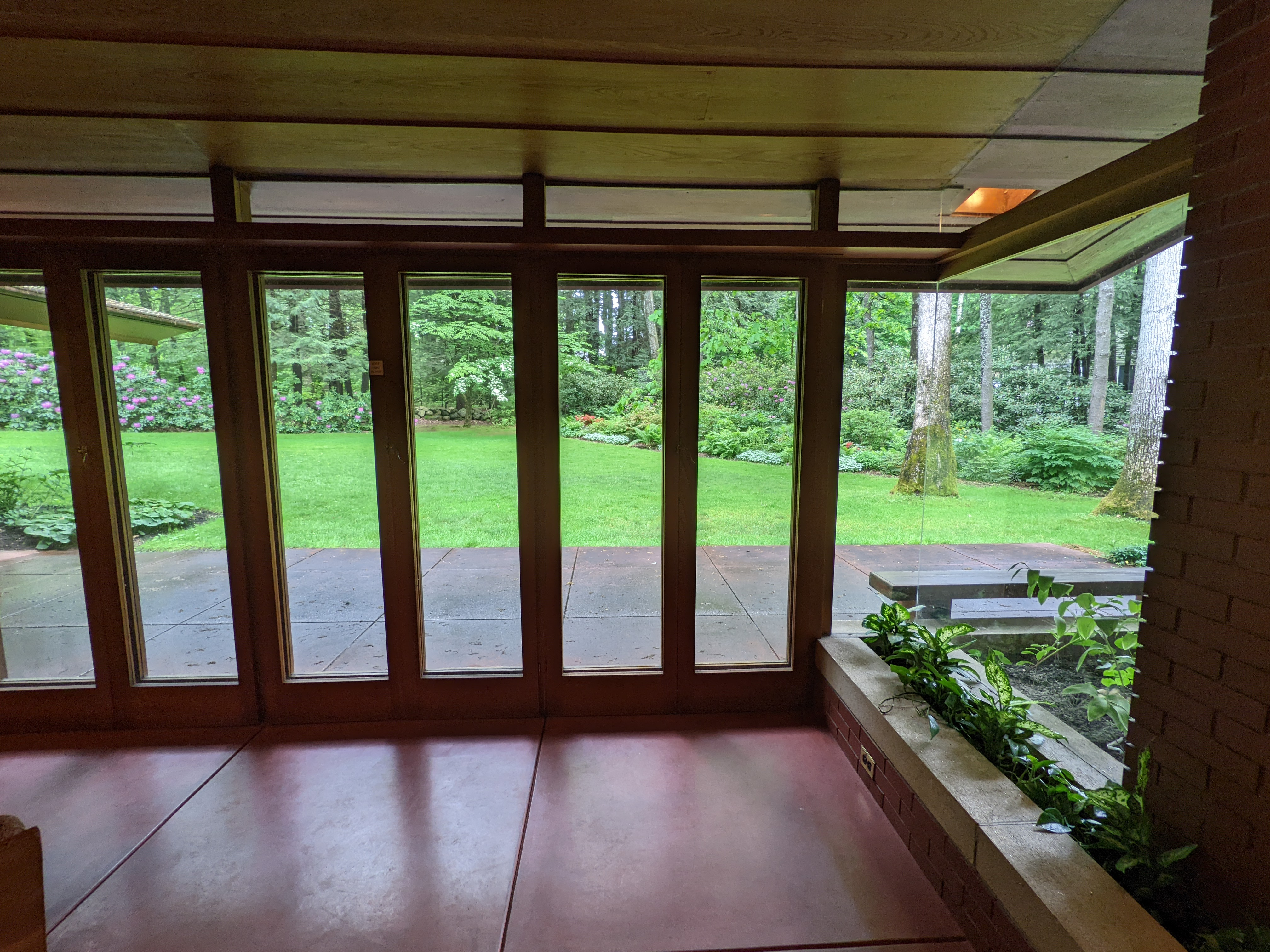
Интерьер
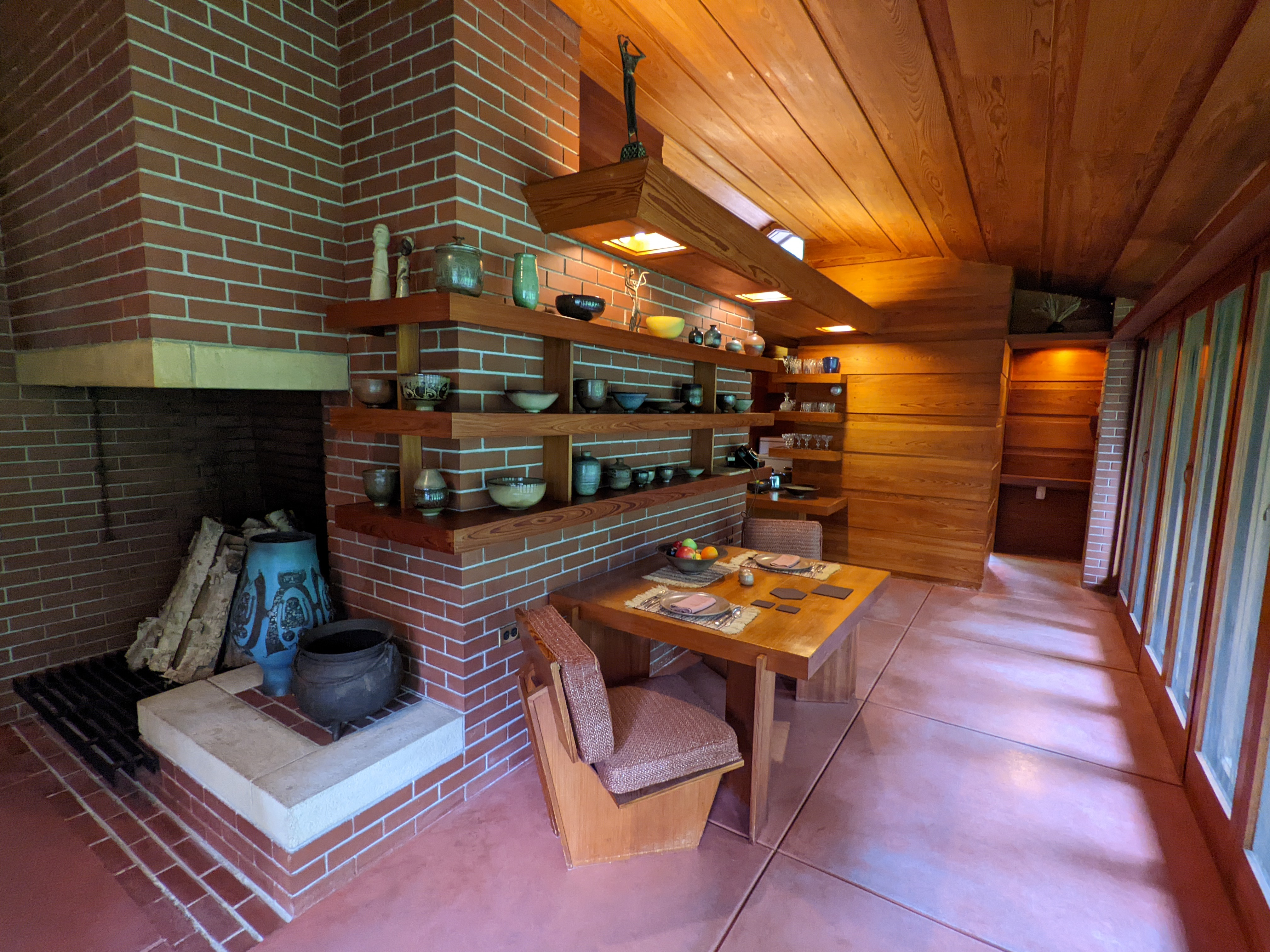
Интерьер
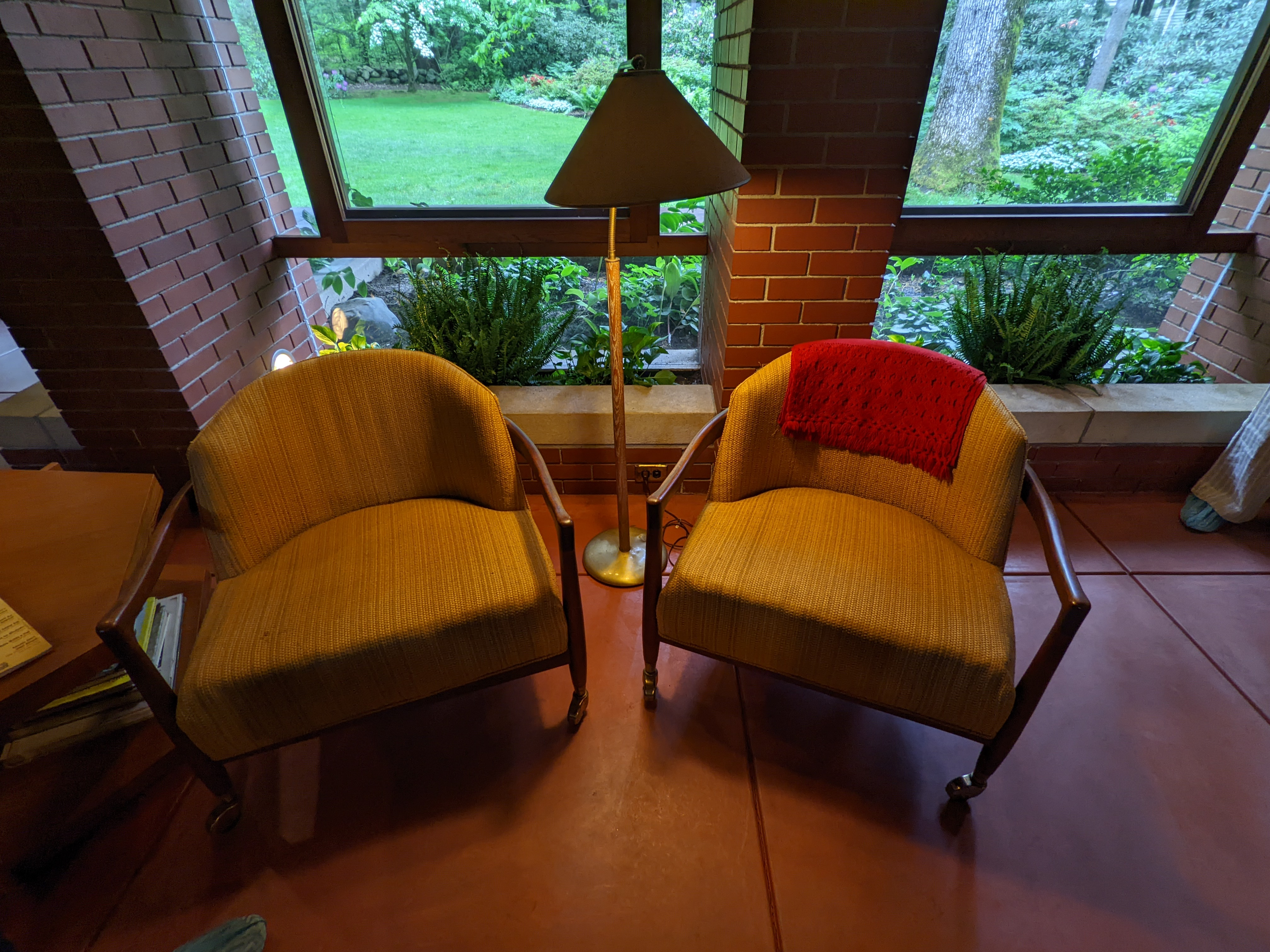
Интерьер
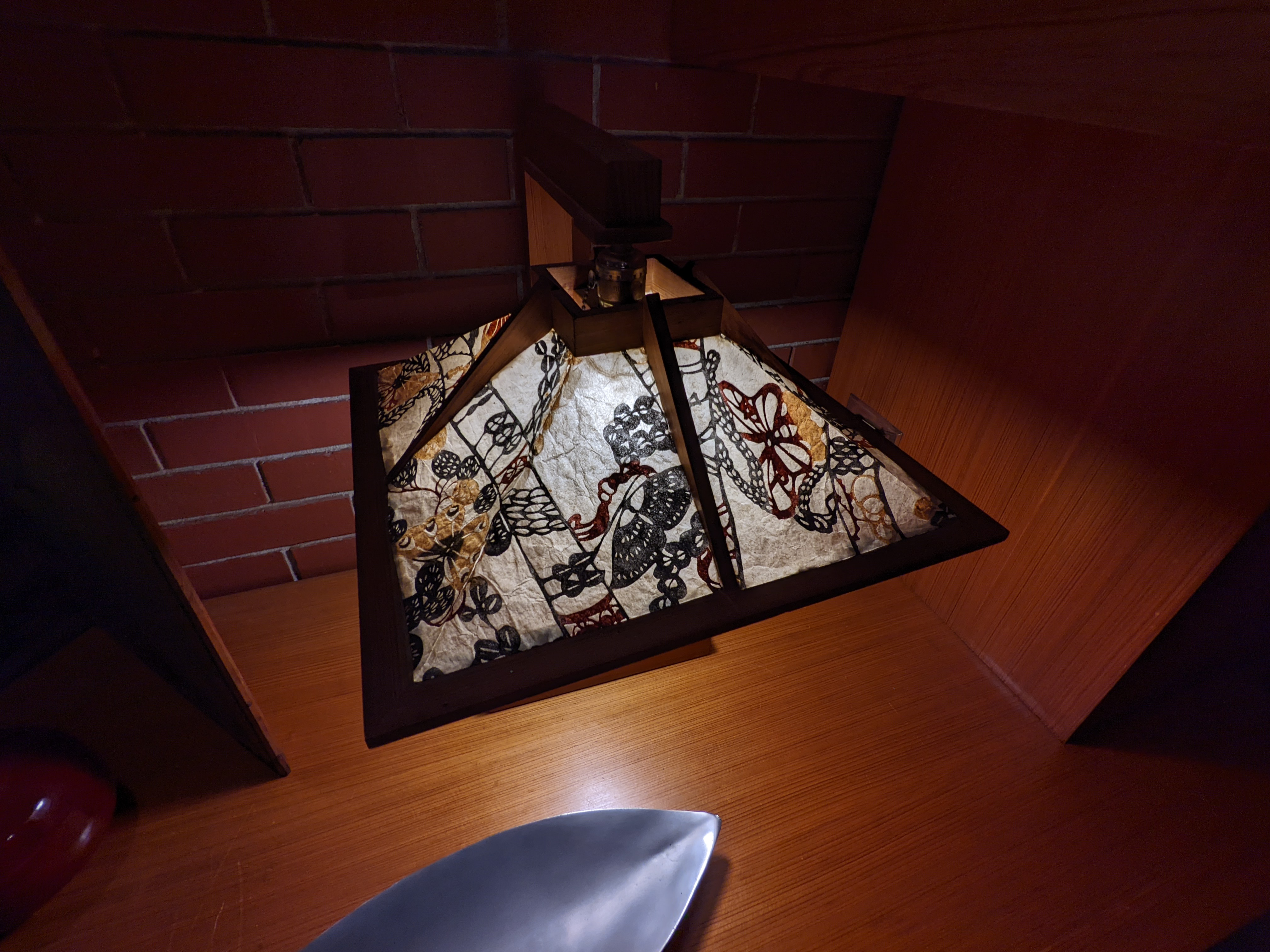
Интерьер
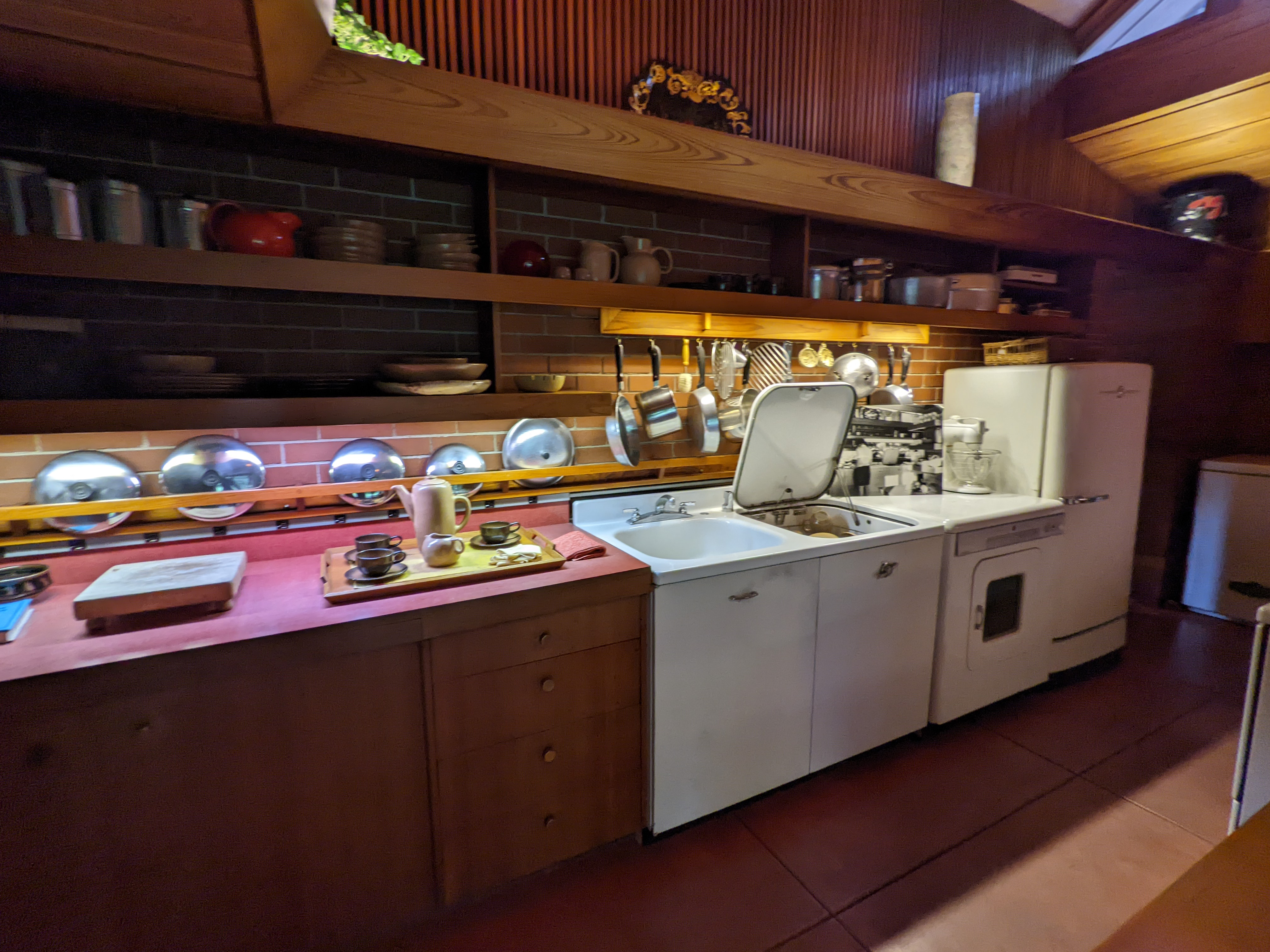
Интерьер
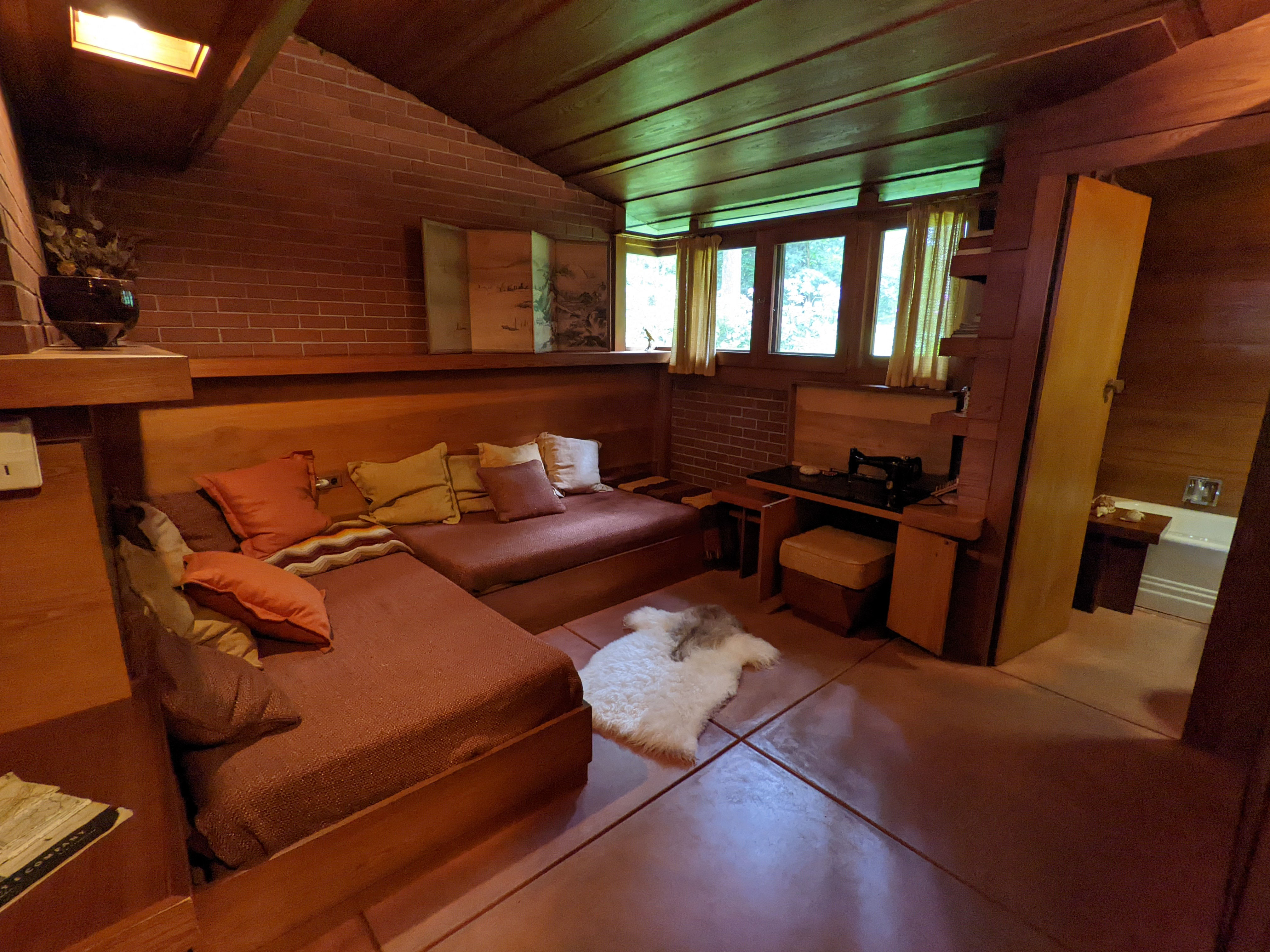
Интерьер
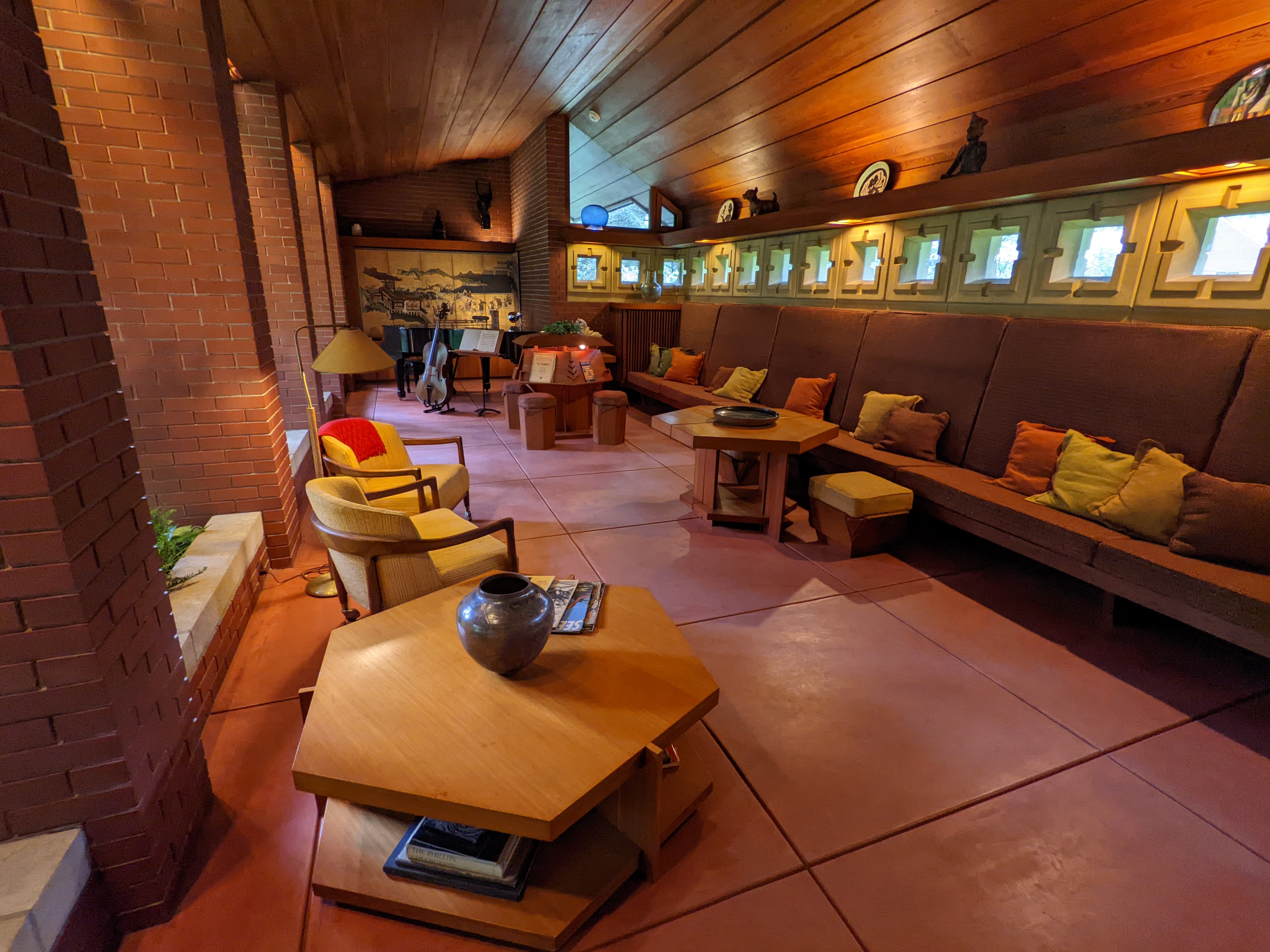
Интерьер